# Persisk höstkrokus
Crocus gilanicus är en irisväxtart som beskrevs av Brian Frederick Mathew. Crocus gilanicus ingår i släktet krokusar, och familjen irisväxter. Inga underarter finns listade i Catalogue of Life.